# State Shield 2008/09
Die State Shield 2008/09 war die 38. Austragung der nationalen List-A-Cricket-Meisterschaft in Neuseeland. Der Wettbewerb wurde zwischen dem 21. Dezember 2009 und 31. Januar 2009 zwischen den sechs neuseeländischen First-Class-Mannschaften ausgetragen. Im Finale konnten sich die Northern Knights gegen die Otago Volts mit 49 Runs durchsetzen.

## Format
Die sechs Mannschaften spielen in einer Gruppe jeweils zwei Mal gegen die anderen Mannschaften. Für einen Sieg gibt es vier Punkte, für ein Unentschieden oder No Result zwei und für eine Niederlage keinen Punkt. Ein Bonuspunkt wird vergeben, wenn bei einem Spiel die eigene Run Rate die des Gegners um das 1,25-Fache übersteigt. Des Weiteren ist es möglich, dass Mannschaften Punkte abgezogen bekommen, wenn sie beispielsweise zu langsam spielen. Der Zweit- und Drittplatzierte der Vorrunde spielen ein Halbfinale, dessen Sieger gegen den Ersten der Vorrunde im Finale den Sieger des Turniers ermitteln.

## Resultate

### Gruppenphase
Tabelle
| Teams              | Sp. | S | N | U | R | NR | A | BP | Ded | Punkte | NRR    |
| ------------------ | --- | - | - | - | - | -- | - | -- | --- | ------ | ------ |
| Northern Districts | 10  | 7 | 3 | 0 | 0 | 0  | 0 | 1  | 0   | 29     | +0.296 |
| Canterbury         | 10  | 5 | 4 | 0 | 0 | 0  | 1 | 2  | 0   | 24     | +0.170 |
| Otago              | 10  | 4 | 4 | 0 | 0 | 0  | 2 | 4  | 0   | 24     | −0.574 |
| Central Districts  | 10  | 5 | 5 | 0 | 0 | 0  | 0 | 2  | 0   | 22     | −0.223 |
| Wellington         | 10  | 4 | 6 | 0 | 0 | 0  | 0 | 0  | 0   | 16     | −0.394 |
| Auckland           | 10  | 3 | 6 | 0 | 0 | 0  | 1 | 0  | 0   | 14     | −0.315 |

## Playoffs

### Halbfinale
| 28. Januar Scorecard | Christchurch | Canterbury 86 (39)          | – | Otago 90-2 (14) |
|                      |              | Otago gewinnt mit 8 Wickets |   |                 |

### Finale
| 31. Januar Scorecard | Hamilton | Northern Districts 238-9 (50)          | – | Otago 189 (45.4) |
|                      |          | Northern Districts gewinnt mit 49 Runs |   |                  |